# Walerija Alexandrowna Lanskaja

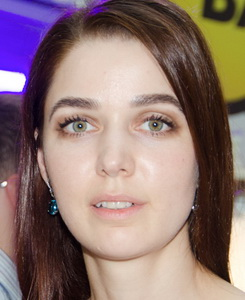
Walerija Alexandrowna Lanskaja (2013)

Walerija Alexandrowna Lanskaja (russisch Вале́рия Алекса́ндровна Ланска́я, wiss. Transliteration Valeriya Aleksandrovna Zaytseva; * 2. Januar 1987 in Moskau, RSFSR, Sowjetunion) ist eine russische Schauspielerin.

## Leben
Lanskaja ist die Tochter der Eislaufchoreografin Elena Maslenikowa. Dadurch fährt sie seit frühester Kindheit Schlittschuh. Dank ihren Kenntnissen nahm sie 2009 an der Show Lednikoviy period – 2 als Partnerin des erfolgreichen russischen Eiskunstläufer Alexei Konstantinowitsch Jagudin teil. Seit 2006 wirkt sie als Schauspielerin in verschiedenen russischen Fernsehserien und Filmproduktionen in kleineren oder größeren Rollen mit.
Sie ist seit dem 1. März 2015 mit dem russischen Filmproduzenten und -regisseur Stas Iwanow verheiratet. Die beiden sind Eltern eines Sohnes.

## Filmografie (Auswahl)
- 2006: Rabbit Over the Void (Sajaz nad besdnoi / Заяц над бездной)
- 2006: Konez sweta (Конец света) (Mini-Serie)
- 2007: Prinzessa zirka (Принцесса цирка) (Fernsehserie)
- 2007: Glupaja swesda (Глупая звезда) (Fernsehfilm)
- 2008: Dwe sestry (Две сестры) (Fernsehserie)
- 2008: The New Year's Rate Plan (Tarif «Nowogodni» / Тариф «Новогодний»)
- 2008: Schisn, kotoroi ne bylo (Жизнь, которой не было) (Fernsehserie)
- 2010: Rjabinowyy wals (Рябиновый вальс)
- 2012: Dom obraszowogo soderschanija (Дом образцового содержания) (Fernsehserie)
- 2013: Schena ofizera (Жена офицера) (Fernsehserie)
- 2013: Shopping Mall (Torgowy zentr / Торговый центр) (Fernsehserie, 2 Episoden)
- 2013: Dark World 2 – Equilibrium (Tjomny mir: Rawnowessije / Тёмный мир: Равновесие)
- 2013: Wetschnaja skaska (Вечная сказка) (Fernsehfilm)
- 2014: Skoraja pomoschtsch (Скорая помощь) (Fernsehserie)
- 2015: Die Schneekönigin (Taina Sneschnoi Korolevy / Тайна Снежной Королевы)
- 2015: Graschdanka Katerina (Гражданка Катерина) (Mini-Serie)
- 2015: Wremenno nedostupen (Временно недоступен) (Mini-Serie, Episode 1x04)
- 2018: Nowaja schhisn (Новая жизнь) (Fernsehserie)
- 2018: Anna Karenina Musical (Анна Каренина. Мюзикл)
- 2019: Monte Cristo Musical
- 2021: Perekrjostki sudby (Перекрёстки судьбы) (Fernsehserie)
- 2020: Schdi menja (Жди меня) (Mini-Serie)